# Аделаида (графиня Форкалькье)
Аделаида (Алиса) Прованская (фр. Adélaïde (Alix) de Provence; ум. 1129) — графиня Прованса с 1063/1067, графиня Форкалькье, дочь графа Прованса Гильома V Бертрана и Аделаиды де Кавене.

## Биография

### Правление

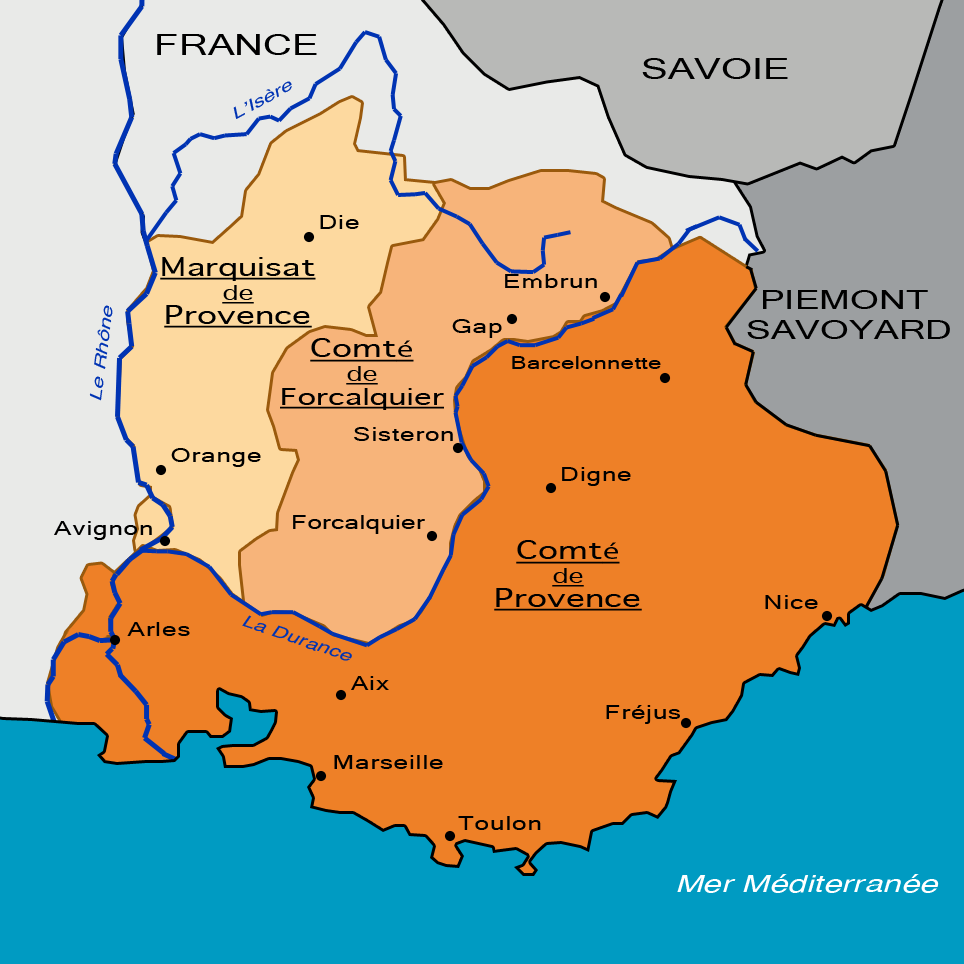
Прованс в 1125

В момент смерти отца Аделаида унаследовала титул графини Прованса. Прованс в это время находился в нераздельном владении потомков двух сыновей графа Бозона II. Другими графами Прованса в это время были Бертран I, дядя графа Тулузы Гильома IV, а также Бертран II, двоюродный брат Гильома V Бертрана, отца Аделаиды. Кроме того, в личном владении графини был замок Форкалькье.
Около 1079 года Аделаида вышла замуж за графа Урхеля Эрменгола IV, став его второй женой. После смерти мужа в 1092 году новым графом Урхеля стал её пасынок, Эрменгол V, а Аделаида вместе с сыном Гильомом вернулась в Форкалькье.
В 1093 году умер граф Бертран II. Позже начались конфликты из-за Прованса. В 1115 году права на Прованс предъявил граф Барселоны Рамон Беренгер III, женатый на графине Дульсе I, внучке Бертрана II. Однако на Прованс претендовал и граф Тулузы Альфонс Иордан, потомок графини Эммы. В итоге войны в 1125 году по договору между графами Барселоны и Тулузы Прованс был разделён на 2 части: Альфонс Иордан сохранил владения к северу от Дюранса и по правому берегу Роны, получившие название «маркизат Прованс», а Рамону Беренгеру отошло графство Прованс, находящееся южнее. При этом обе стороны проигнорировали права на Прованс Аделаиды и её сына Гильома.
Благодаря удалённости своих владений от Тулузы и Барселоны Аделаида смогла спокойно управлять ими, не вмешиваясь в войну. Её владения получили название графство Форкалькье. Впервые титул «графиня Форкалькье» Аделаида использовала в 1101 году, отказавшись от титула графини Прованса. Она умерла в 1129 году в Авиньоне.

### Брак и дети
Муж: с ок. 1079 Эрменгол IV эль де Герп (ок. 1050 — 28 марта 1092), граф Урхеля с 1065. 
Дети:
- Гильом I (III) Урхельский (ум. 1129), граф Форкалькье с 1129
- Санча Урхельская